# アンブロジアン・シンガーズ
アンブロジアン・シンガーズ（The Ambrosian Singers）は、ロンドンを拠点に活動する混声合唱団。

## 沿革
1951年、音楽研究者のデニス・スティーヴンスと声楽家のジョン・マッカーシーによって創設された。もともとは中世・ルネサンス期の声楽を主とする小規模な合唱団だったが、BBCの番組への出演や、マッカーシーが合唱監督をつとめるロンドン交響楽団との協演を重ねるうちに、順次その規模を拡大し、700人の団員を抱える合唱団となる。オペラや映画音楽をはじめ、ニール・ダイアモンドやグレイス・ジョーンズなどのアルバムへの参画も行う。
アンブロジアン・オペラ・コーラス（Ambrosian Opera Chorus ）、ロンドン交響楽団合唱団（London Symphony Orchestra Chorus）など、異なる名称が使用されることもある。公演の規模によって人数、構成を弾力的に変えている。